# Inundațiile din Europa de Sud-Est (2014)
În mai 2014, mai multe inundații, centrate în Serbia și Bosnia și Herțegovina, au afectat o zonă mare din Europa Centrală și de Sud-est. O zonă de joasă presiune numită „Yvette” sau „Tamara” a produs cele mai puternice inundații pe 14-16 mai. Precipitațiile din Serbia și Bosnia-Herțegovina au fost cele mai mari din ultimii 120 de ani de măsurători meteorologice înregistrate. Până pe 20 mai, cel puțin 49 de oameni au murit ca urmare a inundațiilor, iar alte sute de mii de oameni au fost forțați să își părăsească casele. La date 23 mai 2014, 73 de persoane erau încă date dispărute în Serbia, conform Crucea Roșie Serbia.

## Regiuni afectate
Serbia a fost una dintre cele mai afectate țări, mai multe orașe mari din regiunea centrală fiind inundate complet, iar în regiunile muntoase au avut loc alunecări de teren. Bosnia, în special entitatea Republika Srpska, a fost, de asemenea, inundată într-o măsură devastatoare. De asemenea au avut loc inundații în estul Croației și sudul României, în timp ce Austria, Bulgaria, Ungaria, Italia, Polonia și Slovacia au fost afectate de furtună.

## Legături externe
- Government of Serbia: Flood information sr
- poplave.rs Arhivat în 19 august 2014, la Wayback Machine. sr
- kriza.info Arhivat în 22 mai 2014, la Wayback Machine. Bosnia flood reports and missing person evidention
- Interactive Map Arhivat în 20 mai 2014, la Wayback Machine. sr
- beobuild.rs sr
- Government of Serbia: The official flood relief site en
- Red Cross of Serbia Arhivat în 25 iunie 2014, la Wayback Machine.
- HelpFloodedSerbia.org en
- Help People in Serbia Arhivat în 20 mai 2014, la Wayback Machine. en
- en
- Arhivat în 24 mai 2014, la Wayback Machine. en
- EU Emergency Response Centre maps:
- 20 May Arhivat în 20 mai 2014, la Wayback Machine. -
- 19 May Arhivat în 20 mai 2014, la Wayback Machine. –
- 16 May Arhivat în 17 mai 2014, la Wayback Machine. – 15 May Arhivat în 17 mai 2014, la Wayback Machine. – 6 May Arhivat în 17 mai 2014, la Wayback Machine. – 24 April Arhivat în 17 mai 2014, la Wayback Machine. – 23 April Arhivat în 17 mai 2014, la Wayback Machine.